# Stéphane Liscoët
Stéphane Liscoët est un ancien défenseur international de rink hockey ayant évolué dans l'équipe de France au début des années 2000.

## Parcours sportif
Il commence le rink hockey à l'âge de 6 ans à Ploufragan. Il quitte ce club en 1998 pour rejoindre le HC Quévert. Après neuf saisons à Quévert, il rejoint Ploufragan en 2007.

Il participe aux mondiaux de 2003 et 2005 avec l'équipe de France durant lesquelles il marque deux buts, mais également a une coupe des Nations et à un championnat d'Europe.

### Palmarès
3 titres de champions de France avec le HC Quévert.

## Parcours entraineur
En 2011, il revient à Quévert mais en tant qu'entraineur.